# Институт арабского мира
Институт арабского мира (фр. Institut du monde arabe) открылся в 1987 году в Париже в результате партнёрства Франции и двадцати двух арабских стран: Алжира, Бахрейна, Джибути, Египта, Иордании, Ирака, Йемена, Катара, Кувейта, Ливана, Ливии, Мавритании, Марокко, Объединённых Арабских Эмиратов, Омана, Палестины, Саудовской Аравии, Сирии, Сомали, Судана и Туниса.

## Цели создания
Институт был создан для ознакомления и распространения арабской культуры; позиционируется в качестве культурного моста между Францией и арабским миром.
Институт особенно выделяет три своих цели:
- развивать и углублять во Франции ознакомление, изучение и понимание арабского мира, арабского языка, арабской цивилизации и её развития в настоящее время;
- способствовать культурному обмену и взаимодействию между Францией и арабским миром, в особенности в сфере науки и технологии;
- помогать развитию отношений между Францией и арабским миром, укрепляя общее взаимопонимание между арабским миром и Европой.

## Здание
Здание Института располагается в V округе, близ Сены, в Латинском квартале, на месте, где ранее находились аббатство Сен-Виктор и Парижский винный двор.
Южный фасад здания оформлен в стиле, смешивающем традиционные орнаменты с современными технологиями. За стеклянными стенами здания расположена металлическая машрабия, выполненная в стиле арабских орнаментов и работающая по принципу диафрагмы, автоматически сужая щели для пропускания света в солнечную погоду.

## Музей

### Коллекция
Постоянная коллекция музея регулярно пополняется свежими приобретениями и дарами. Помимо этого, музей поддерживает тесную связь с государствами-основателями Института, что, в частности, выражается в регулярных обменах и дарах экспонатов со стороны арабских государств, рассматривающих музей Института как «музей арабских музеев». Так, в 2005 году Йемен передал музею около 50 выдающихся экспонатов.
Залы музея расположены вокруг внутреннего двора здания и занимают с 4 по 7 этажи. Посещение происходит с 7 по 4 этажи.

#### 7-й этаж: доисламский период
Залы седьмого этажа прослеживают основные этапы древней истории арабского мира: стелы и глиняные объекты основанного финикийцами Карфагена напоминают посетителю о величии этого города; тунисские раскопки свидетельствуют о периоде римского доминирования в арабском мире; «Счастливая Аравия» на стыке эр представлена, в частности, алебастровыми статуями; мозаика и кафель напоминают о развитии ремёсел в ту эпоху. От пунических стел до йеменских ароматных ламп, от символа богини Танит до монограммы Христа, перед посетителем раскрывается история становления исламского мира.

#### 6-й этаж: формирование исламского искусства и науки
После смерти пророка Мухаммеда его наследники пускаются в завоевательные походы (см. История ислама), распространяя ислам на всё новые и новые земли. От Дамаска до Багдада формируются сильнейшие династии, основываются великолепные города. Несколько витрин музея представляют наиболее интересные экспонаты этого периода становления исламского искусства.
Расцвет арабского научного мира представлен коллекцией рукописей, астролябий и других инструментов, датирующихся начиная с IX века. Власти арабских государств всячески способствовали развитию математики, астрономии, физики и медицины. В это время арабскими учёными было дополнено и переведено огромное количество практически забытых к тому времени античных научных трудов, что в дальнейшем способствовало их распространению в Европе.

#### 4-й этаж: расцвет арабо-мусульманского искусства
Экспозиция 4-го этажа разбита на 3 группы по географическому признаку:
- Магриб и Андалусия
- Сирия и Египет
- Иран, Центральная Азия, Турция и Индия

Выставленные экспонаты, будь то керамика, дерево, металл или стекло, свидетельствуют о совершенной технике мастеров X—XVIII веков. Отдельный зал посвящён коврам.
Помимо постоянной экспозиции музей регулярно проводит временные выставки.

### Практическая информация
Музей расположен в V округе Парижа, адрес: 1, rue des fossés Saint-Bernard, Place Mohammed V, 75236 PARIS CEDEX 05.